# Сискатар
Сискатар или Агдабан (арм. Սիսկատար, азерб. Ağdaban dağı) — гора на границе Армении с Нахичеванской Автономной Республикой Азербайджана. Высота горы над уровнем моря составляет 3826 метров. Является третьей по высоте горой после Арагаца и Капутджуха на территории современной Армении.